# Excelsior (entreprise)
Pour les articles homonymes, voir Excelsior.

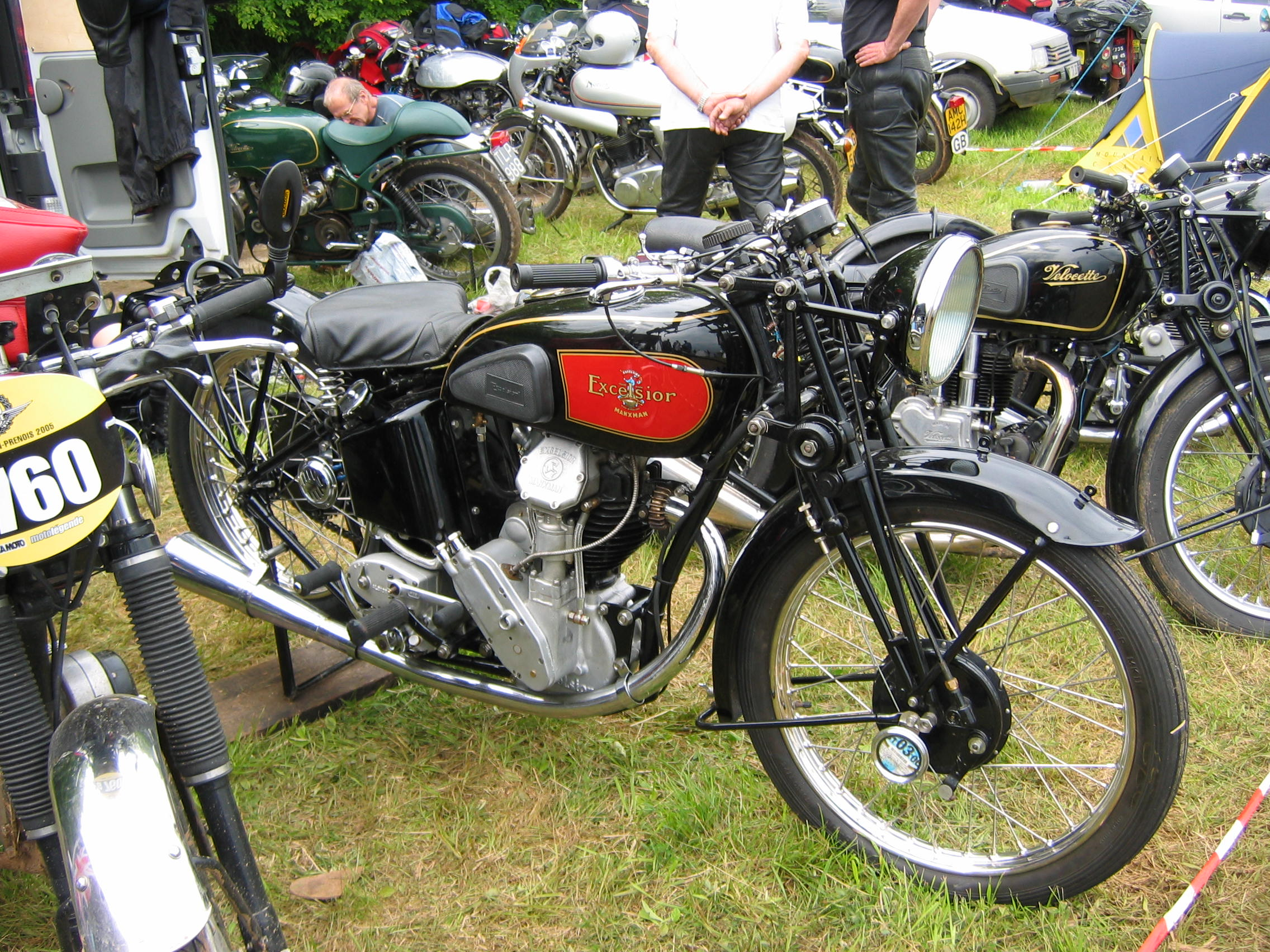
Une Excelsior Manxman

 Excelsior Motor Company est une marque de cycles britannique, fondée en 1874 sous le nom de Bayliss & Thomas, à Coventry. Fermeture en 1964.

## Historique
Le premier engin motorisé sort en 1896.
Utilisation de moteurs Villiers à partir de 1920.
Sortie d'un quatre soupapes 250 cm3 Manxman en 1935, puis renforcé en 350 et 500 cm3.
Construction de moteurs 98 cm3 pendant la guerre[Laquelle ?].
Sortie du modèle Talisman, bicylindre 2 temps de 250 cm3 en 1949, puis une 328 cm3 en 1958.
Le 328 cm3 Excelsior a été utilisé par Berkeley Cars dans ses modèles SE328 et T60.